# Linda Fiorentino
Clorinda Fiorentino (Filadelfia, Pensilvania, 9 de marzo de 1958) es una actriz estadounidense, conocida por sus interpretaciones en películas como La última seducción (película que la consagraría como musa del cine independiente estadounidense), Dogma, Jade y Hombres de negro.

## Biografía

### Inicios
Fiorentino fue la tercera de ocho hermanos en una familia de origen italiano. Antes de tomar la decisión definitiva de convertirse en actriz había pensado en estudiar para abogada (aunque se graduara en Ciencias Políticas por la universidad de Rosemont, Pensilvania).
Tras pasar de interpretar a la chica en la comedia romántica Loco por ti (1985) a heroína convencional en Gotcha! (1985), figuró en la película After Hours de Martin Scorsese.

### Popularidad
Fue lanzada al estrellato con el papel de mujer fatal amoral y sin escrúpulos en la película de bajo presupuesto de John Dahl, La última seducción (1994). Por su actuación en la película, la actriz recibió un Independent Spirit Award, entre otros galardones.
El éxito de La última seducción relanzó su carrera lo suficiente, pero los papeles que escogió a continuación no podían menos que considerarse sucedáneos (el más notable el de la película de suspense Jade de William Friedkin) lo cual rápidamente dilapidó el crédito que le había dado la película de Dahl.[cita requerida]
No obstante, gozaría después de cierto grado de reconocimiento por su papel como único descendiente vivo de Jesucristo en Dogma de Kevin Smith (1999), o la atractiva forense que prefería la compañía de los muertos a los vivos en Hombres de negro (1997) y continuaría trabajando constantemente en toda clase de películas, incluyendo Criminal y decente de Thaddeus O'Sullivan, donde interpretaba a uno de los amores de un criminal carismático de Dublín (Kevin Spacey) o Where the Money Is (2000) en la que da vida a una enfermera que se asocia con el ladrón profesional Henry Manning (Paul Newman) o En el punto de mira (2002) donde nuevamente vuelve a encarnar un papel femenino que le ha marcado durante toda su carrera, el de mujer independiente, sofisticada, atractiva y fría, esta vez en la figura de la esposa de un magnate de la industria armamentística retenida en una plaza pública por un francotirador vengativo (Wesley Snipes) que acusa a su marido de vender el arma que asesinó a su hija.

### Declive
En ese momento, la carrera de Fiorentino se opacó.[cita requerida] Inició conversaciones para protagonizar una serie de Tom Fontana, pero el proyecto no se concretó. Algo similar ocurrió con cuando fue escogida para protagonizar una película biográfica sobre la artista Georgia O'Keeffe, pero el proyecto se estancó cuando Fiorentino se peleó con la productora.[cita requerida] En 2007, Fiorentino obtuvo los derechos de un guion sobre la poetisa rusa Anna Ajmátova, pero fue otro proyecto que se terminó descartando. Durante este período, la actriz trabajó en dos documentales, ninguno de los cuales siguió adelante. Siendo la última aparición de Fiorentino el lanzamiento de 2009 de la película Once More with Feeling.

## Filmografía
| Año  | Título                    | Personaje                  | Observaciones |
| ---- | ------------------------- | -------------------------- | ------------- |
| 1985 | Vision Quest              | Carla                      |               |
| 1985 | Gotcha!                   | Sasha Banicek              |               |
| 1985 | After Hours               | Kiki Bridges               |               |
| 1985 | Alfred Hitchcock Presents | Betsy Van Kennon           | 1 episodio    |
| 1988 | The Moderns               | Rachel Stone               |               |
| 1988 | Wildfire                  | Kay                        |               |
| 1989 | The Neon Empire           | Lucy                       | Telefilme     |
| 1991 | Queens Logic              | Carla                      |               |
| 1991 | Shout                     | Molly                      |               |
| 1992 | Strangers                 | Helen                      | Telefilme     |
| 1992 | Chain of Desire           | Alma D'Angeli              |               |
| 1993 | Recuerdos que matan       | Renee Jason                |               |
| 1993 | Acting on Impulse         | Susan Gittes               | Telefilme     |
| 1994 | The Last Seduction        | Bridget Gregory/Wendy Kroy |               |
| 1995 | Bodily Harm               | Rita Cates                 |               |
| 1995 | The Desperate Trail       | Sarah O'Rourke             | Telefilme     |
| 1995 | Jade                      | Trina Gavin                |               |
| 1995 | Charlie's Ghost Story     | Marta                      |               |
| 1996 | Unforgettable             | Martha Briggs              |               |
| 1996 | Larger than Life          | Terry Bonura               |               |
| 1997 | Kicked in the Head        | Megan                      |               |
| 1997 | Hombres de negro          | Laurel Weaver              |               |
| 1998 | La huida                  | Natalie                    |               |
| 1999 | Dogma                     | Bethany Sloane             |               |
| 2000 | Ordinary Decent Criminal  | Christine Lynch            |               |
| 2000 | What Planet Are You From? | Helen Gordon               |               |
| 2000 | Where the Money Is        | Carol                      |               |
| 2002 | Liberty Stands Still      | Liberty Wallace            |               |
| 2009 | Once More with Feeling    | Lydia                      |               |